# Mountain Crew
Mountain Crew ist eine österreichische Band im Bereich Partyschlager, Volksrock, Schlager und Volksmusik aus Oberösterreich.

## Bandgeschichte
Die Mountain Crew wurde 2019 gegründet. Mit ihrer ersten Single „Sonnenklar (Na, Na, Na)“ erreicht die Gruppe Platz 1 der iTunes-Schlager-Charts und spielten 2019 über 100 Shows im deutschsprachigen Raum.
Sänger Philipp Rafetseder gewann 2016 die Wahl zum Mister Austria.
Ihre erste EP „Mountain Party #1“ veröffentlichten sie im Februar 2020, der erste Fernsehauftritt folgte mit dem Titel „Octopus (100.000 Hände)“ bei Andrea Kiewel im ZDF-Fernsehgarten.
2021 gelang ihnen mit dem „Wirtshaussong“ ein viraler Hit. Der Song wurde über 10 Millionen Mal geklickt und die Gruppe präsentierte ihn später auch beim großen „Wenn die Musi spielt Winter OpenAir“ auf ORF2. Zudem war der Song unter den Top 10 in den Viral Charts auf Spotify.
Im selben Jahr nahm die Band an der Sendung Das Supertalent teil. Mit einem Medley aus österreichischer Folklore und Deutschrap erreichte die Gruppe den Einzug in die nächste Runde. Zum Finale des Auftritts zog sich Sänger Philipp Rafetseder das T-Shirt aus. Juror Michael Michalsky meinte „nicht wieder anziehen“. Seitdem ist es fixer Bestandteil der Mountain-Crew-Live-Shows, dass sich die Bandmitglieder beim Stimmungshöhepunkt ausziehen.

Ebenfalls im Jahr 2021 produzierte die Mountain Crew gemeinsam mit Waterloo eine Coverversion des Liedes „Das alte Haus von Rocky Docky“.

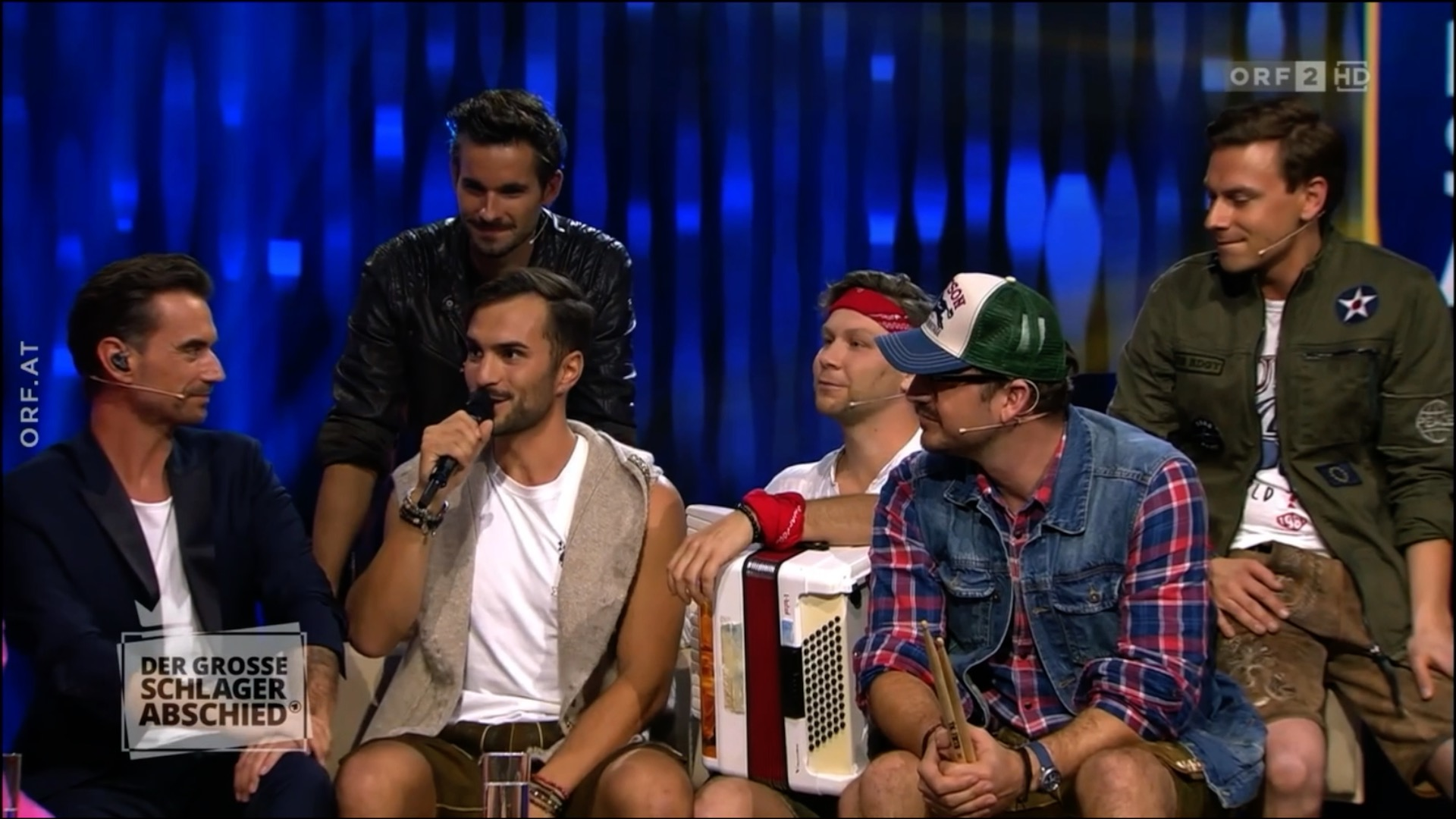
Mountain Crew mit Florian Silbereisen beim großen Schlagerabschied

Am 9. Juli 2022 präsentierte Mountain Crew den Song „Expresso & Tschianti“ bei der großen Schlagerstrandparty im TV auf MDR und ORF2.
Ein halbes Jahr später lud Silbereisen zu einer Abschiedsshow zu Ehren Jürgen Drews’ ein, bei der die Mountain Crew ein Cover von Drews’ Lied „Kornblumen“ spielte.
Im Dezember 2022 unterschreibt die Mountain Crew ihren ersten langfristigen Vertrag bei dem Universal-Music-Label electrola.

## Social Media
Die Band Mountain Crew führt immer wieder Soical-Media-Aktionen durch. Unter anderem spielte die Band vor dem Wiener Stephansdom ihren „Wirtshaussong“ auf einem Biertisch. Außerdem hat die Band mit einem Flashmob die Gäste in einem Wirtshaus mit ihrem eigenen Song überrascht. Eine ähnliche Aktion gab es 2023 in einem italienischen Restaurant, wo sich der Frontmann Philipp Rafetseder, als Kellner getarnt, unter die Leute mischte und gemeinsam mit der gesamten Band spontan ihre Version von dem Song Expresso&Tschianti präsentierte.

## Soziales Engagement
2023 übernimmt die Mountain Crew eine Patenschaft für zwei Hunde auf Gut Aiderbichl.

## Diskografie

### EP
- 2020: Mountain Party #1
- 2023: Mountain Party #2
- 2025: Mountain Party #3

### Singles
- 2019: Sonneklar (Na, Na, Na)
- 2020: Ich mag dich
- 2020: Marie
- 2020: Octopus (100.000 Hände)
- 2021: Lang nimmer gsehn
- 2021: Wirtshaussong
- 2021: Das alte Haus von Rocky Docky feat. Waterloo (Sänger)
- 2021: Expresso & Tschianti
- 2022: Katharina
- 2022: Schädlweh feat. Matty Valentino
- 2022: Isabella Berger
- 2022: Expresso & Tschianti (Pazoo Remix)
- 2022: Donnerwetter
- 2022: Fliegerlied feat. Pazoo
- 2022: Traumtagerl
- 2023: Kornblumen
- 2023: Dorfparty
- 2023: Lieber Solo
- 2023: Expresso & Tschianti (Dj Robin Remix)
- 2023: Mountain Dance
- 2023: Katharina (Dj Herzbeat Remix)
- 2023: Ab auf die Piste
- 2024: Ab auf die Wiesn
- 2024: Prosecco zum Früshtück mit Anna-Carina Woitschack

## Auszeichnungen
- smago! Award
  - 2023: in der Kategorie „Die Partyschlager-Senkrechtstarter aus den Alpen“